# 高椅村
高椅村位于中国湖南省怀化市会同县高椅乡，2007年被列为中国历史文化名村。
高椅村三面环山，一面临水，全村共2205人，85%为杨姓，侗族，系南宋诰封“威远侯”杨再思的后裔。高椅村保存有明洪武十三年（1380年）到清光绪七年（1881年）间修建的民居104栋。
高椅村古建筑群1998年被列为县级文物保护单位，1999年被列为市级文物保护单位，2002年5月被列为省级文物保护单位，2006年5月被列为全国重点文物保护单位。